# 土曜バラエティ
土曜バラエティ（どようバラエティ）は、2021年4月3日から2023年4月1日まで、関西テレビで、毎週土曜日の12:00 - 13:00（JST）に放送していたバラエティ再放送枠の名称である。

## 概要
当枠では、主に過去放送していたバラエティ番組の再放送が行われていたが、稀に特番を放送することもあった。当枠は同局で毎週日曜日の12:00 - 13:59（短縮時は12:00 - 12:59）に設定されているローカル枠日曜プレミアムAを踏襲したもの。
1994年1月15日から2021年3月27日まで放送していた『たかじん胸いっぱい』→『胸いっぱいサミット!』が打ち切りとなり、新たに当枠が設定されることになった。
当枠設定期間中は日曜日の日曜プレミアムAとあわせて2日連続で過去のバラエティ番組の再放送のほか、プロ野球中継を含むローカル番組により差し替え対象となったフジテレビにおけるレギュラー番組の遅れネットを行なっていたが2023年4月8日から関西テレビ自社制作の生放送情報番組『LIVEコネクト!』（第2部）の放送が開始されるのに伴って当枠はわずか2年で廃止となった。

## 主に放送された番組
- ネプリーグ　当枠設定後、わずか2回（2021年4月17日・4月24日）で打ち切り。現在は日曜12:00 - 13:59枠で不定期に再放送をしている。
- 千鳥のクセがスゴいネタGP
- 所JAPAN
- 火曜は全力!華大さんと千鳥くん
- 坂上どうぶつ王国